# Strobilanthes
Strobilanthes är ett släkte av akantusväxter. Strobilanthes ingår i familjen akantusväxter.

## Bildgalleri

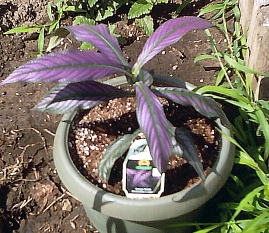
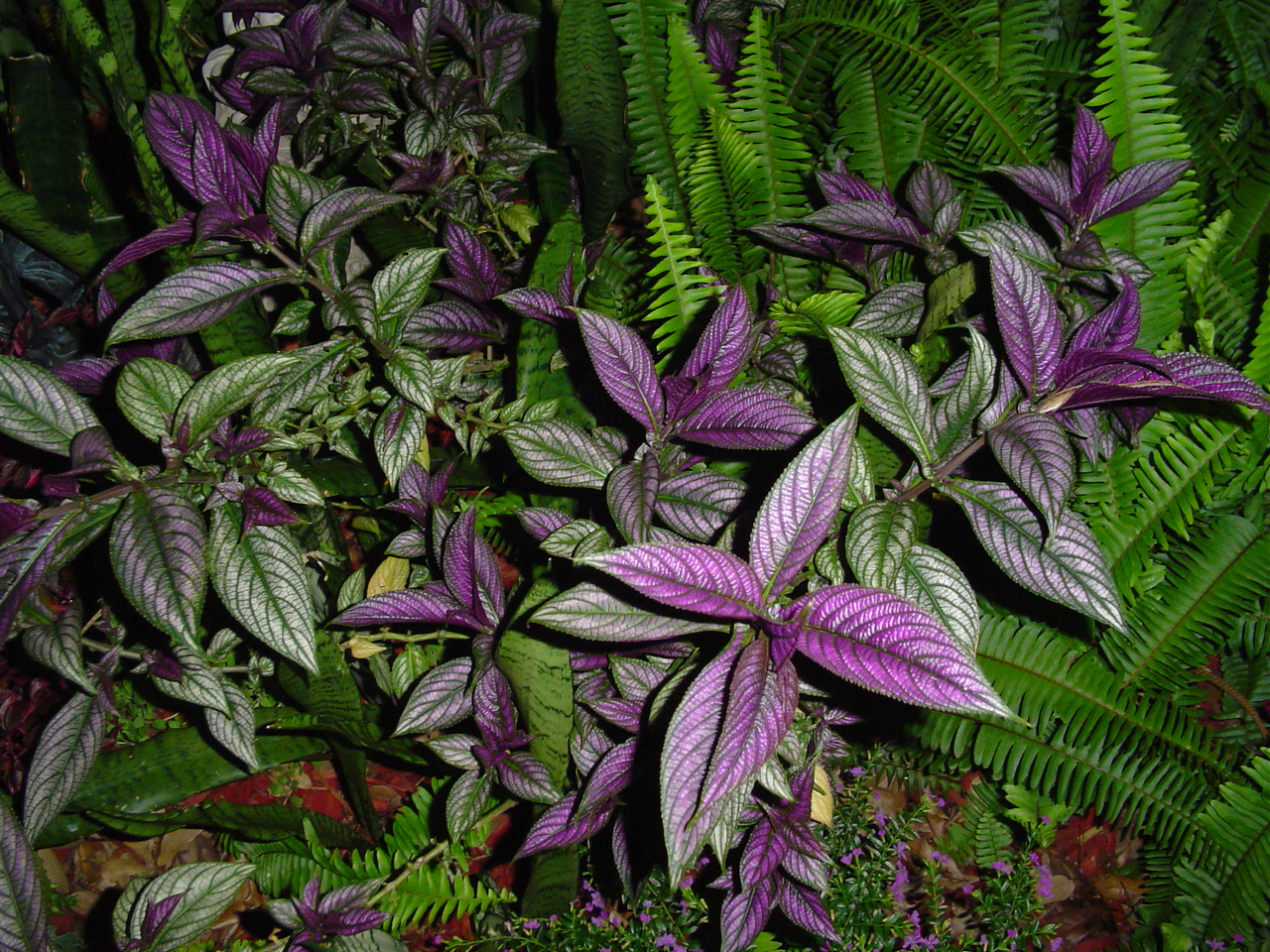
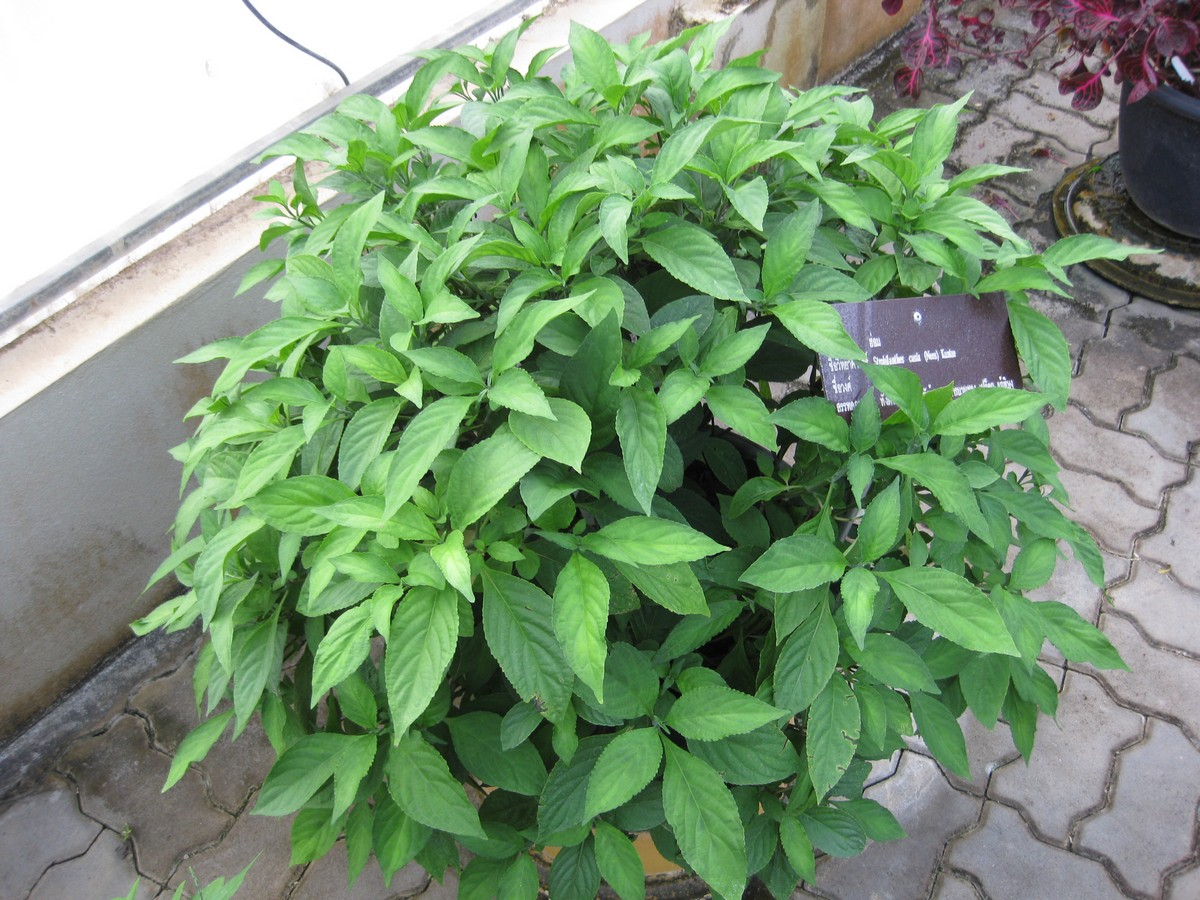
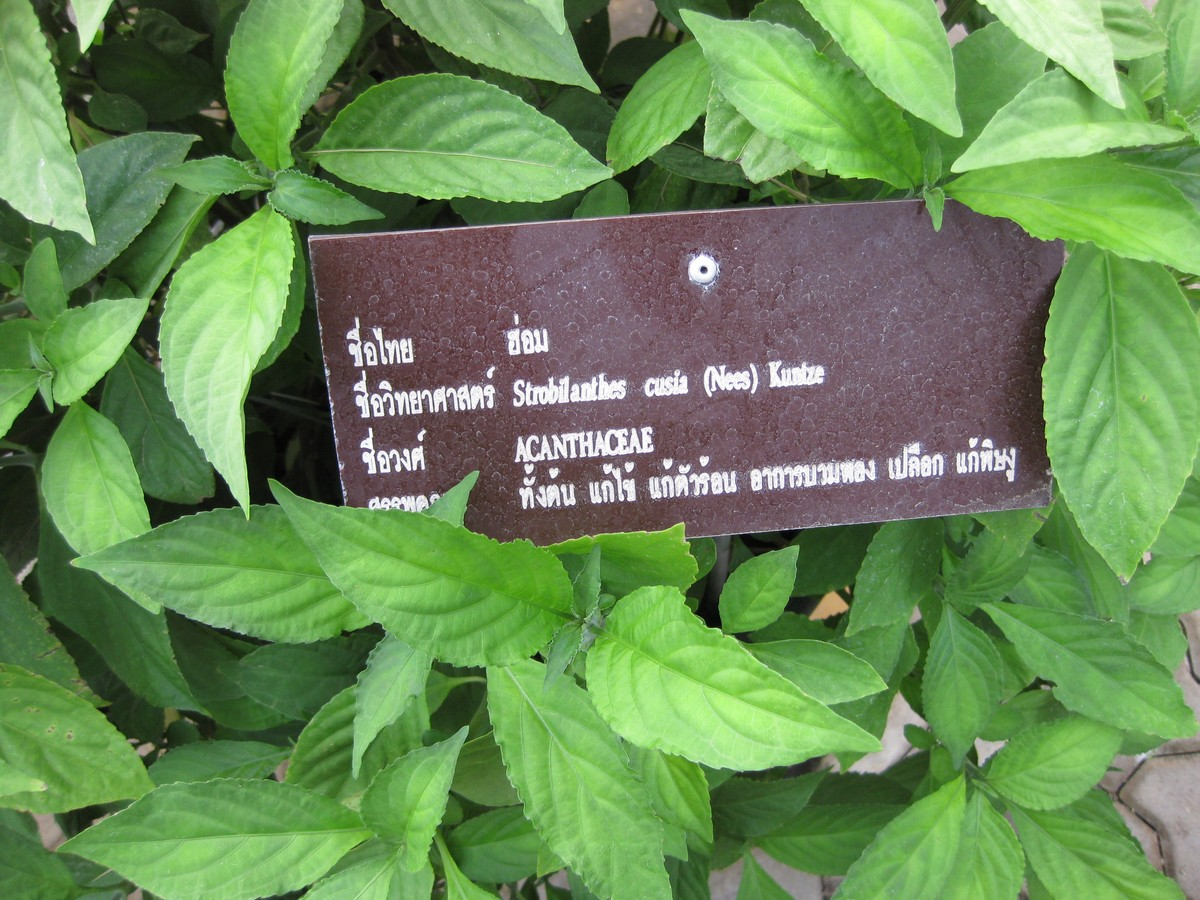

## Dottertaxa tillStrobilanthes, i alfabetisk ordning[1]
- Strobilanthes abbreviata
- Strobilanthes aborensis
- Strobilanthes accrescens
- Strobilanthes acuminatus
- Strobilanthes adenophorus
- Strobilanthes adpressa
- Strobilanthes affinis
- Strobilanthes afriastiniae
- Strobilanthes alatiramosa
- Strobilanthes alatus
- Strobilanthes albostriata
- Strobilanthes alboviridis
- Strobilanthes amabilis
- Strobilanthes anamallaica
- Strobilanthes anceps
- Strobilanthes ancolanus
- Strobilanthes andamanensis
- Strobilanthes andersonii
- Strobilanthes anfractuosus
- Strobilanthes angustifrons
- Strobilanthes angustiphyllus
- Strobilanthes anisandra
- Strobilanthes annamiticus
- Strobilanthes antonii
- Strobilanthes apoensis
- Strobilanthes apricus
- Strobilanthes arboreus
- Strobilanthes arenicola
- Strobilanthes argentea
- Strobilanthes arnottiana
- Strobilanthes articulata
- Strobilanthes asper
- Strobilanthes asperrimus
- Strobilanthes assimulatus
- Strobilanthes asymmetrica
- Strobilanthes atropurpurea
- Strobilanthes atroviridis
- Strobilanthes attenuatus
- Strobilanthes auriculatus
- Strobilanthes aurita
- Strobilanthes austinii
- Strobilanthes austrosinensis
- Strobilanthes autapomorpha
- Strobilanthes backeri
- Strobilanthes bantonensis
- Strobilanthes barbatus
- Strobilanthes barisanensis
- Strobilanthes bheriensis
- Strobilanthes bibracteatus
- Strobilanthes bilabiata
- Strobilanthes biocullata
- Strobilanthes bipartita
- Strobilanthes birmanica
- Strobilanthes blumei
- Strobilanthes boerlagei
- Strobilanthes boholensis
- Strobilanthes bolampattianus
- Strobilanthes bombycina
- Strobilanthes borii
- Strobilanthes botryantha
- Strobilanthes bracteata
- Strobilanthes brandisii
- Strobilanthes bremekampiana
- Strobilanthes breviceps
- Strobilanthes brunnescens
- Strobilanthes brunonianus
- Strobilanthes bunnemeyeri
- Strobilanthes burkillii
- Strobilanthes calcicola
- Strobilanthes callosus
- Strobilanthes calvata
- Strobilanthes calycina
- Strobilanthes campaniformis
- Strobilanthes canaricus
- Strobilanthes candida
- Strobilanthes capillipes
- Strobilanthes capitatus
- Strobilanthes carnatica
- Strobilanthes caroensis
- Strobilanthes caudata
- Strobilanthes celebica
- Strobilanthes celebicus
- Strobilanthes cernuus
- Strobilanthes chiangdaoensis
- Strobilanthes chinensis
- Strobilanthes chrysodelta
- Strobilanthes ciliatus
- Strobilanthes cincinnalis
- Strobilanthes circarensis
- Strobilanthes clarkei
- Strobilanthes claviculatus
- Strobilanthes coertii
- Strobilanthes cognata
- Strobilanthes collinus
- Strobilanthes comosa
- Strobilanthes compacta
- Strobilanthes congesta
- Strobilanthes connatus
- Strobilanthes consanguineus
- Strobilanthes consors
- Strobilanthes coreanus
- Strobilanthes corrugata
- Strobilanthes crassifolius
- Strobilanthes crataegifolius
- Strobilanthes cruciata
- Strobilanthes cumingiana
- Strobilanthes cuneata
- Strobilanthes cuneifolia
- Strobilanthes curviflora
- Strobilanthes cusia
- Strobilanthes cuspidatus
- Strobilanthes cyclus
- Strobilanthes cyphanthus
- Strobilanthes cystolithigera
- Strobilanthes dalhousianus
- Strobilanthes dalzielii
- Strobilanthes dasyspermus
- Strobilanthes debilis
- Strobilanthes decipiens
- Strobilanthes decumbens
- Strobilanthes decurrens
- Strobilanthes deflexus
- Strobilanthes deliensis
- Strobilanthes deminutus
- Strobilanthes densa
- Strobilanthes denticulatus
- Strobilanthes diandra
- Strobilanthes discolor
- Strobilanthes disparifolia
- Strobilanthes divaricatus
- Strobilanthes dolichophylla
- Strobilanthes dryadum
- Strobilanthes duclouxii
- Strobilanthes dupeni
- Strobilanthes durus
- Strobilanthes echinatus
- Strobilanthes edgeworthianus
- Strobilanthes elongatus
- Strobilanthes equitans
- Strobilanthes erectus
- Strobilanthes esquirolii
- Strobilanthes euantha
- Strobilanthes everettii
- Strobilanthes evrardii
- Strobilanthes exserta
- Strobilanthes extensus
- Strobilanthes falconeri
- Strobilanthes farinosus
- Strobilanthes fauriei
- Strobilanthes feddei
- Strobilanthes fengiana
- Strobilanthes ferruginea
- Strobilanthes filiformis
- Strobilanthes fimbriatus
- Strobilanthes flexa
- Strobilanthes flexicaulis
- Strobilanthes fluviatilis
- Strobilanthes foetidissimus
- Strobilanthes foliosus
- Strobilanthes formosana
- Strobilanthes forrestii
- Strobilanthes fragrans
- Strobilanthes frondosa
- Strobilanthes fruticosa
- Strobilanthes fulvihispida
- Strobilanthes furcatus
- Strobilanthes fusca
- Strobilanthes galeopsis
- Strobilanthes gamblei
- Strobilanthes gardnerianus
- Strobilanthes garrettii
- Strobilanthes geniculatus
- Strobilanthes gigantodes
- Strobilanthes glabratus
- Strobilanthes glandibracteata
- Strobilanthes glandulosus
- Strobilanthes glomerata
- Strobilanthes glutinosus
- Strobilanthes gracilis
- Strobilanthes graminea
- Strobilanthes grandissima
- Strobilanthes gregalis
- Strobilanthes griffithianus
- Strobilanthes guangxiensis
- Strobilanthes habracanthoides
- Strobilanthes halconensis
- Strobilanthes hallbergii
- Strobilanthes hallieri
- Strobilanthes hamiltoniana
- Strobilanthes haplanthoides
- Strobilanthes helferi
- Strobilanthes helicoides
- Strobilanthes helictus
- Strobilanthes heliophila
- Strobilanthes henryi
- Strobilanthes heterochroa
- Strobilanthes heteroclita
- Strobilanthes heteromallus
- Strobilanthes himalayana
- Strobilanthes hirsutus
- Strobilanthes hirticalyx
- Strobilanthes hirtisepalus
- Strobilanthes hispidulus
- Strobilanthes hookeri
- Strobilanthes hossei
- Strobilanthes humblotii
- Strobilanthes humilis
- Strobilanthes hygrophiloides
- Strobilanthes hypericoides
- Strobilanthes hypomalla
- Strobilanthes imlayae
- Strobilanthes incisa
- Strobilanthes inflatus
- Strobilanthes integrifolius
- Strobilanthes involucratus
- Strobilanthes ixiocephalus
- Strobilanthes japonicus
- Strobilanthes javanicus
- Strobilanthes jennyae
- Strobilanthes jeyporensis
- Strobilanthes jogensis
- Strobilanthes jugorum
- Strobilanthes kachinensis
- Strobilanthes kerrii
- Strobilanthes khasyanus
- Strobilanthes khoshooana
- Strobilanthes kinabaluensis
- Strobilanthes kingdonii
- Strobilanthes kjellbergii
- Strobilanthes koordersii
- Strobilanthes korthalsii
- Strobilanthes kunthianus
- Strobilanthes labordei
- Strobilanthes lachenensis
- Strobilanthes lactucifolius
- Strobilanthes lamiifolius
- Strobilanthes lamioides
- Strobilanthes lamium
- Strobilanthes lanatus
- Strobilanthes lanceifolius
- Strobilanthes lanuginosa
- Strobilanthes lanyuensis
- Strobilanthes larium
- Strobilanthes latebrosa
- Strobilanthes latibracteata
- Strobilanthes lawangensis
- Strobilanthes lawsoni
- Strobilanthes laxa
- Strobilanthes leucocephalus
- Strobilanthes leucopogon
- Strobilanthes leucotricha
- Strobilanthes leytensis
- Strobilanthes lihengiae
- Strobilanthes lilacinus
- Strobilanthes limprichtii
- Strobilanthes longespicatus
- Strobilanthes longgangensis
- Strobilanthes longiflora
- Strobilanthes longipedunculata
- Strobilanthes longipes
- Strobilanthes longispica
- Strobilanthes longistaminea
- Strobilanthes longzhouensis
- Strobilanthes lupulina
- Strobilanthes luridus
- Strobilanthes maclurei
- Strobilanthes macrostegius
- Strobilanthes maculatus
- Strobilanthes maingayi
- Strobilanthes martinii
- Strobilanthes mastersi
- Strobilanthes matthewiana
- Strobilanthes maxwellii
- Strobilanthes mearnsii
- Strobilanthes mediocris
- Strobilanthes medogensis
- Strobilanthes meeboldii
- Strobilanthes mekongensis
- Strobilanthes membranacea
- Strobilanthes menangkabwensis
- Strobilanthes menglaensis
- Strobilanthes merrillii
- Strobilanthes micholitzi
- Strobilanthes micranthus
- Strobilanthes microcarpus
- Strobilanthes microstachya
- Strobilanthes minor
- Strobilanthes mogokensis
- Strobilanthes monadelphus
- Strobilanthes moschifera
- Strobilanthes mucronatoproducta
- Strobilanthes multangulus
- Strobilanthes multidens
- Strobilanthes multiflora
- Strobilanthes muratae
- Strobilanthes murutorum
- Strobilanthes myura
- Strobilanthes nagaensis
- Strobilanthes neesii
- Strobilanthes neilgherrensis
- Strobilanthes nemorosa
- Strobilanthes neoasper
- Strobilanthes newii
- Strobilanthes nigrescens
- Strobilanthes ningmingensis
- Strobilanthes niveus
- Strobilanthes nobilis
- Strobilanthes nockii
- Strobilanthes nutans
- Strobilanthes obesus
- Strobilanthes obtusibracteata
- Strobilanthes oliganthus
- Strobilanthes oligocephalus
- Strobilanthes oresbius
- Strobilanthes orientalis
- Strobilanthes orthostachya
- Strobilanthes ovata
- Strobilanthes ovatibracteata
- Strobilanthes ovatifolia
- Strobilanthes oxycalycina
- Strobilanthes pachyphyllus
- Strobilanthes pachys
- Strobilanthes palawanensis
- Strobilanthes palghatensis
- Strobilanthes pandurata
- Strobilanthes panichanga
- Strobilanthes paniculata
- Strobilanthes paniculiformis
- Strobilanthes papillosus
- Strobilanthes parabolicus
- Strobilanthes parryorum
- Strobilanthes parvifolia
- Strobilanthes parvifolius
- Strobilanthes parvus
- Strobilanthes pateriformis
- Strobilanthes patulus
- Strobilanthes paucinervis
- Strobilanthes pedicellatus
- Strobilanthes pedunculatus
- Strobilanthes pedunculosus
- Strobilanthes pendula
- Strobilanthes peninsularis
- Strobilanthes pentandra
- Strobilanthes pentstemonoides
- Strobilanthes perplexa
- Strobilanthes perrieri
- Strobilanthes perrottetianus
- Strobilanthes persicifolia
- Strobilanthes petelotii
- Strobilanthes petiolaris
- Strobilanthes phyllocaulos
- Strobilanthes phyllostachyus
- Strobilanthes pierrei
- Strobilanthes pinetorum
- Strobilanthes pinnatifidus
- Strobilanthes pluriformis
- Strobilanthes plurispica
- Strobilanthes poilanei
- Strobilanthes polybotryus
- Strobilanthes polyneuros
- Strobilanthes polystachya
- Strobilanthes polythrix
- Strobilanthes pothigaiensis
- Strobilanthes prahuensis
- Strobilanthes prianganensis
- Strobilanthes primulifolia
- Strobilanthes procumbens
- Strobilanthes pseudocollina
- Strobilanthes psilostachys
- Strobilanthes pteroclada
- Strobilanthes pterygorrhachis
- Strobilanthes pubescens
- Strobilanthes pubiflora
- Strobilanthes pulcherrimus
- Strobilanthes pulneyensis
- Strobilanthes punctata
- Strobilanthes pushpangadanii
- Strobilanthes pusilla
- Strobilanthes pycnocephala
- Strobilanthes quadrifaria
- Strobilanthes ramiflora
- Strobilanthes ramosissima
- Strobilanthes ramulosa
- Strobilanthes rankanensis
- Strobilanthes ranongensis
- Strobilanthes rantii
- Strobilanthes recurvus
- Strobilanthes reflexus
- Strobilanthes refracta
- Strobilanthes remotus
- Strobilanthes renschiae
- Strobilanthes repanda
- Strobilanthes reptans
- Strobilanthes reticulatus
- Strobilanthes retusa
- Strobilanthes rex
- Strobilanthes rhamnifolius
- Strobilanthes rhombifolius
- Strobilanthes rhytisperma
- Strobilanthes ridleyi
- Strobilanthes rivularis
- Strobilanthes roseus
- Strobilanthes rostrata
- Strobilanthes rubescens
- Strobilanthes rubicundus
- Strobilanthes rubroglandulosus
- Strobilanthes rufescens
- Strobilanthes ruficapillis
- Strobilanthes ruficaulis
- Strobilanthes rufocapitatus
- Strobilanthes rufohirtus
- Strobilanthes rufopauper
- Strobilanthes rufosepalus
- Strobilanthes rufostrobilatus
- Strobilanthes sabiniana
- Strobilanthes saccata
- Strobilanthes salicifolius
- Strobilanthes saltiensis
- Strobilanthes sanjappae
- Strobilanthes sarcorrhiza
- Strobilanthes sarmentosa
- Strobilanthes scaber
- Strobilanthes scabridus
- Strobilanthes schomburgkii
- Strobilanthes scoriarum
- Strobilanthes scrobiculatus
- Strobilanthes secundus
- Strobilanthes seguinii
- Strobilanthes serrata
- Strobilanthes sessilis
- Strobilanthes setosa
- Strobilanthes sexennis
- Strobilanthes shanensis
- Strobilanthes siamensis
- Strobilanthes sibulanensis
- Strobilanthes simonsii
- Strobilanthes simplex
- Strobilanthes sinica
- Strobilanthes slamatensis
- Strobilanthes speciosus
- Strobilanthes spicatus
- Strobilanthes spiciformis
- Strobilanthes squalens
- Strobilanthes steenisiana
- Strobilanthes stenodon
- Strobilanthes stenura
- Strobilanthes stolonifera
- Strobilanthes stramineus
- Strobilanthes strigosa
- Strobilanthes sublaevis
- Strobilanthes subnudatus
- Strobilanthes suborbicularis
- Strobilanthes sulawesiana
- Strobilanthes sulfureus
- Strobilanthes sumatranus
- Strobilanthes sylvestris
- Strobilanthes szechuanica
- Strobilanthes talangensis
- Strobilanthes tamburensis
- Strobilanthes tanakae
- Strobilanthes taoana
- Strobilanthes tenax
- Strobilanthes tenuiflora
- Strobilanthes teraoi
- Strobilanthes tetraspermus
- Strobilanthes teysmanni
- Strobilanthes thailandicus
- Strobilanthes thomsonii
- Strobilanthes thunbergiiflorus
- Strobilanthes thwaitesii
- Strobilanthes tibetica
- Strobilanthes timorensis
- Strobilanthes tomentosa
- Strobilanthes tonkinensis
- Strobilanthes torrentium
- Strobilanthes trichantha
- Strobilanthes trichophorus
- Strobilanthes tripartita
- Strobilanthes tristis
- Strobilanthes truncata
- Strobilanthes tubiflos
- Strobilanthes turgidinodis
- Strobilanthes unilateralis
- Strobilanthes urceolaris
- Strobilanthes urophyllus
- Strobilanthes wakasana
- Strobilanthes walkeri
- Strobilanthes vallicola
- Strobilanthes wangiana
- Strobilanthes warburgii
- Strobilanthes wardiana
- Strobilanthes venustus
- Strobilanthes verruculosus
- Strobilanthes versicolor
- Strobilanthes vestita
- Strobilanthes wightianus
- Strobilanthes willisii
- Strobilanthes wilsonii
- Strobilanthes winckelii
- Strobilanthes violaceus
- Strobilanthes violascens
- Strobilanthes virendrakumariana
- Strobilanthes viscida
- Strobilanthes viscosus
- Strobilanthes vulpinus
- Strobilanthes xanthanthus
- Strobilanthes xanthostictus
- Strobilanthes yunnanensis
- Strobilanthes zenkerianus
- Strobilanthes zeylanica